# Rafael Sarkisow
Rafael Siemionowicz Sarkisow (ros. Рафаэль Семёнович Саркисов, ur. 1908 w Jelizawietpolu, zm. ?) – funkcjonariusz radzieckich służb specjalnych, pułkownik bezpieczeństwa państwowego.

## Życiorys
Urodził się w rodzinie ormiańskiego ślusarza. Do 1917 uczył się w szkole w Jelizawietpolu, później pracował na budowie i jako tkacz w Gandży i w Tbilisi, w 1926 wstąpił do Komsomołu. Od kwietnia 1932 pracował w organach GPU, później NKWD, m.in. jako szef grupy Wydziału 1 Zarządu Bezpieczeństwa Państwowego (UGB) NKWD Gruzińskiej SRR. W 1938 został przeniesiony do pracy w centrali NKWD ZSRR jako funkcjonariusz i następnie szef grupy Oddziału 3 Wydziału 1 GUGB NKWD ZSRR, od 27 lutego do 31 lipca 1941 był szefem grupy Wydziału 1 NKGB ZSRR, a od 8 sierpnia 1941 do 10 maja 1942 szefem grupy (ochrona Berii) Oddziału 4 Wydziału 1 NKWD ZSRR. Później był starszym pełnomocnikiem operacyjnym Oddziału 2 Wydziału 1 NKWD ZSRR, od 12 maja 1943 do 1946 starszym pełnomocnikiem operacyjnym Oddziału 1 Wydziału 2 NKGB ZSRR, od grudnia 1946 do 27 lipca 1951 funkcjonariuszem Zarządu Ochrony Nr 2 Głównego Zarządu Ochrony MGB ZSRR, a od 27 lipca 1951 do 27 maja 1952 szefem Oddziału 3 Wydziału 1 tego zarządu. Potem został szefem osobistej ochrony Pododdziału Nr 4 Wydziału 1 Zarządu Ochrony MGB ZSRR, od 14 marca do 17 kwietnia był szefem osobistej ochrony Pododdziału Nr 2 Wydziału 1 Zarządu 9 MWD ZSRR, od 29 kwietnia do 12 maja 1953 pomocnikiem szefa specjalnej grupy operacyjnej 1 Głównego Zarządu MWD ZSRR, następnie pomocnikiem szefa Wydziału 11 Głównego 1 Zarządu MWD ZSRR i pomocnikiem szefa Wydziału 1 Zarządu 9 MWD ZSRR.
27 czerwca 1953 został aresztowany, 18 lutego 1959 skazany przez Wojskowe Kolegium Sądu Najwyższego ZSRR na 10 lat pozbawienia wolności, 28 marca 1960 przedterminowo zwolniony z łagru decyzją Sądu Najwyższego Mordwińskiej ASRR. Później mieszkał w Moskwie.

## Awanse
- Młodszy porucznik bezpieczeństwa państwowego (11 czerwca 1938)
- Starszy porucznik bezpieczeństwa państwowego (2 grudnia 1938)
- Kapitan bezpieczeństwa państwowego (14 marca 1940)
- Podpułkownik bezpieczeństwa państwowego (11 lutego 1943)
- Pułkownik bezpieczeństwa państwowego (29 stycznia 1944)

## Odznaczenia
- Order Czerwonego Sztandaru (20 września 1943)
- Order Wojny Ojczyźnianej I klasy (16 września 1945)
- Order Czerwonej Gwiazdy (dwukrotnie, 24 lutego 1945 i 25 lipca 1949)
- Order „Znak Honoru” (28 sierpnia 1937)

I medale.